# Dieu cornu
 (mai 2013).
Si vous disposez d'ouvrages ou d'articles de référence ou si vous connaissez des sites web de qualité traitant du thème abordé ici, merci de compléter l'article en donnant les références utiles à sa vérifiabilité et en les liant à la section « Notes et références ».

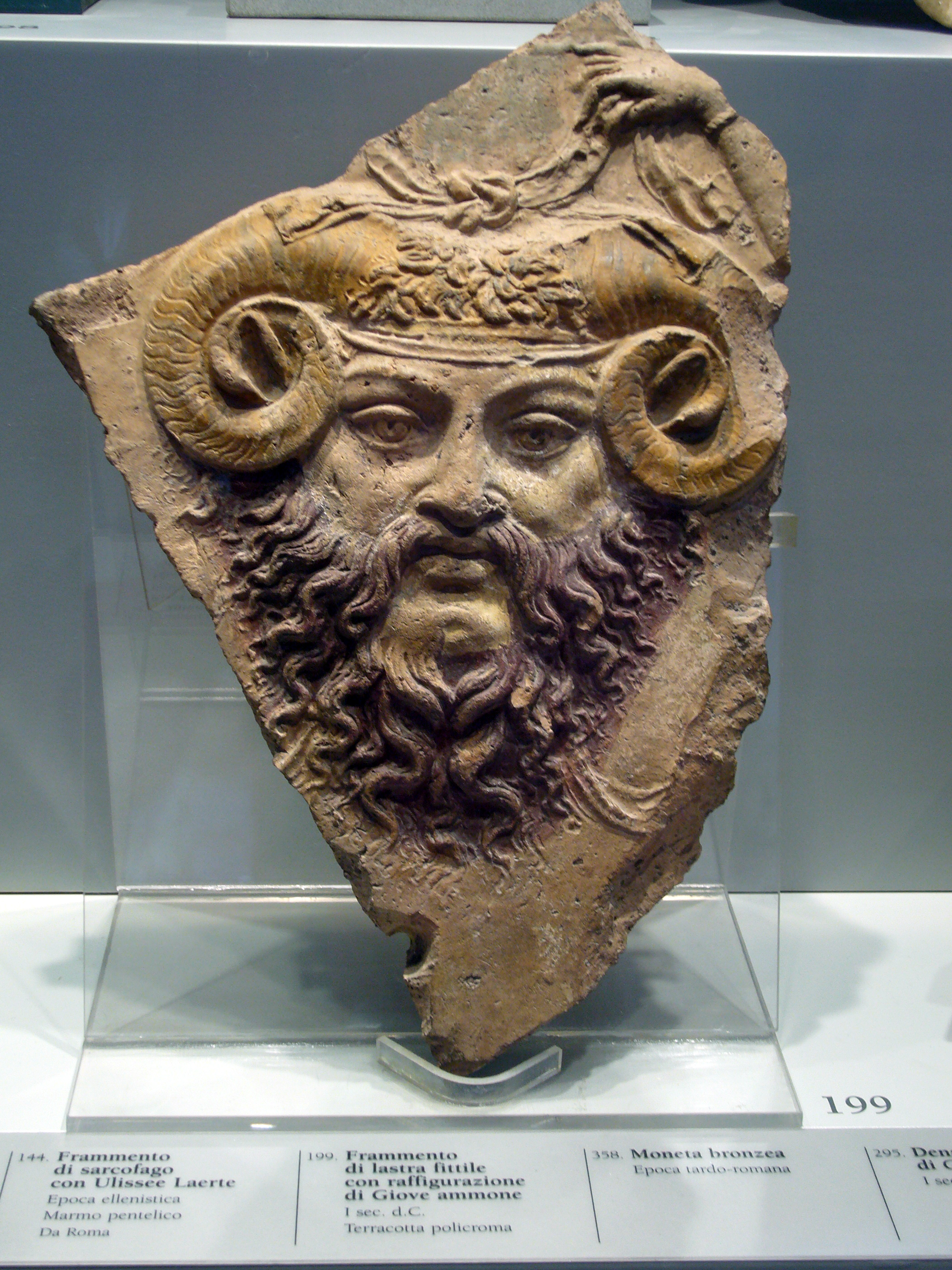
Représentation au Ier siècle de Jupiter-Ammon, dieu cornu du syncrétisme gréco-égyptien.

Depuis les travaux de l'anthropologue Margaret Murray, le « Dieu cornu » (en anglais Horned God) désigne une des plus importantes divinités vénérées depuis la préhistoire et jusqu'à l'avènement du christianisme  par divers peuples du nord de l'Europe, à qui on attribue souvent l'apparence d'un cerf. Il correspond à l’origine à ce que les ethnologues, anthropologues et historiens des religions appellent le Maître ou Seigneur des animaux. Il s’agit du dieu des cycles de la nature, de la germination et de la déperdition, de la vie et de la mort, des animaux mais aussi des chasseurs, plus particulièrement à partir de l'apparition de l'arc, puis des pastoralistes où il prendra alors les traits du dieu Pan. Il est parfois amalgamé avec le Diable du christianisme.

## Origine
L’image la plus ancienne qu’on en ait remonte au Paléolithique et se trouve dans le sud-ouest de la France, dans l’Ariège, dans la grotte dite des « Trois frères ». Elle représente un hybride ou un homme recouvert d’une peau de cerf portant des cornes ramifiées sur la tête, au milieu d’autres animaux parmi lesquels il occupe une position dominante. La scène paraît représenter un rite consistant en une danse à laquelle participent tous les êtres présents.
L’Abbé Breuil  a donné le premier une description de ce « grand Magicien », gravure de 75 cm incisée sur la paroi de cette grotte.
Dans le monde des chasseurs-cueilleurs, le cerf, le renne, et ses bois qui tombent en été et repoussent au printemps ou à l'été, représentait probablement le cycle de la vie, de la mort et de la résurrection.

## Le Dieu cornu à travers les millénaires

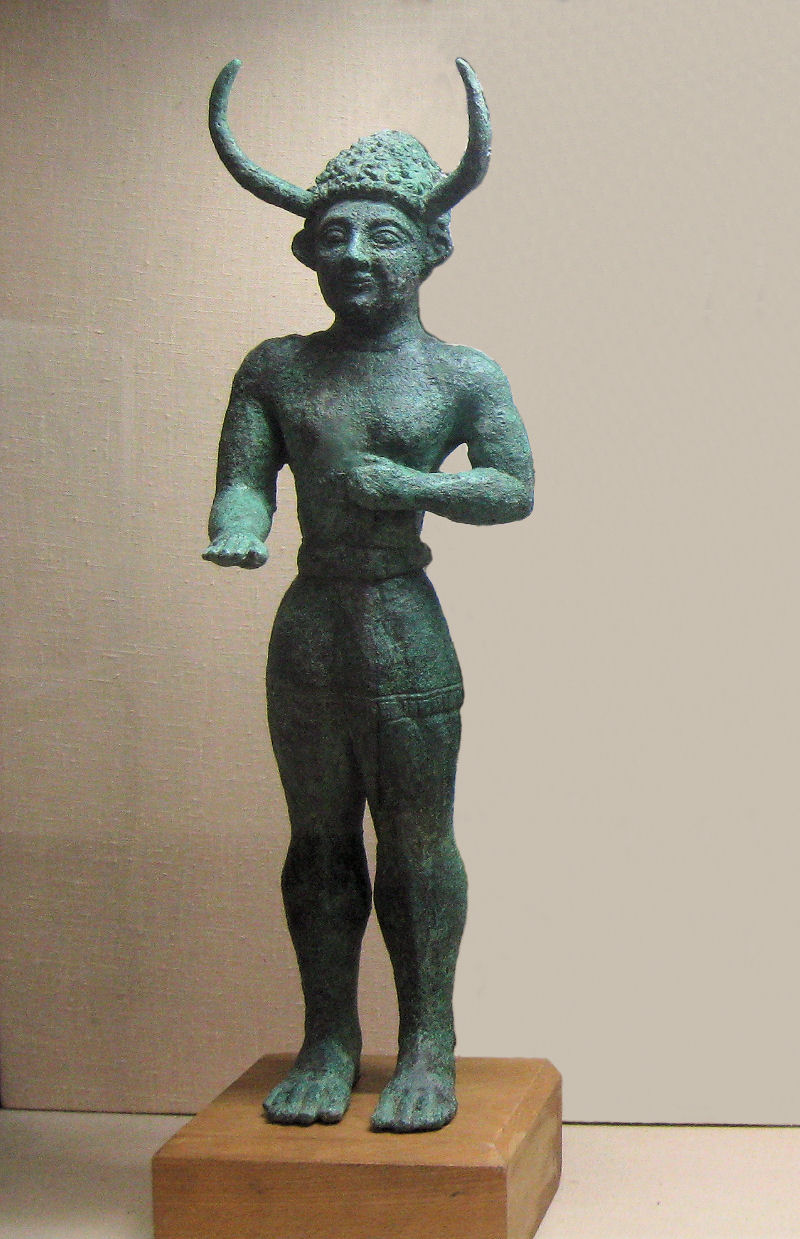
Statue du dieu cornu, trouvée à Enkomi (Chypre).

On retrouve, au fil des millénaires, durant tout le Néolithique et bien au-delà, durant l’Antiquité puis au Moyen Âge, le symbolisme de l’animal à cornes.
À l’aube de la civilisation, quand « l’Histoire commence à Sumer », l’insigne caractéristique des êtres divins est la tiare à cornes. Le symbolisme du taureau attesté depuis le Néolithique s’y est transmis sans interruption. 
Le culte de la fertilité et le culte des ancêtres (des crânes) sont solidaires[réf. nécessaire]. C’est ce qui ressort de l'étude des bourgs néolithiques situés à Hacilar, à Çatal Hüyük, en Anatolie centrale dans l'actuelle Turquie, et à Tell Halaf en Syrie. La principale divinité est alors la déesse présentée sous trois aspects : jeune femme, mère donnant naissance à un enfant ou à un taureau, ancienne. La divinité masculine apparaît sous la forme d’un adolescent, fils ou amant de la déesse, et sous celle d’un adulte barbu parfois monté sur un taureau, dieu de l’orage (le tonnerre est assimilé au beuglement du taureau)[réf. nécessaire] .  
La poitrine féminine et les cornes de taureau dominent la peinture des parois et préfigure ce qui sera omniprésent dans la Crète minoenne[réf. à confirmer]. Ceci est le noyau de la « civilisation européenne archaïque ». 
On peut signaler qu'à l'époque protohittite il y avait dans la civilisation du Hatti un culte du cerf et qu'il persistera en Cappadoce un culte similaire, d'où découlera la vision de Saint Eustache.
La statue d'un dieu cornu datant de l'âge du bronze a été retrouvée à Enkomi, à Chypre,.
Cernunnos, dieu gaulois, apparaît comme un « Maître des animaux », mais il a probablement d’autres fonctions, notamment celle de psychopompe, outre à être symbole de fécondité. Ce dieu des chasseurs du paléolithique a donc subsisté jusqu’à la romanisation des Gaules et subsistera après.

## Après l'Antiquité
Le plus ancien document écrit connu qui se réfère au Dieu CornuInterprétation abusive ? est rédigé par Théodore, archevêque de Cantorbéry vers 670. Il cherche à y dissuader les fidèles de se travestir en cerf, en taureau ou en bouc avec les peaux de ces animaux et leur enjoint de faire pénitence en alléguant que ce sont des pratiques diaboliques. 
Le premier document qui témoigne de la continuité du culte du Dieu cornu, en Grande-Bretagne, date de 1300, dans lequel l’évêque de Coventry est accusé de pratiquer ce culte. C’est la première fois que le Dieu cornu est appelé « Diable » par l’Église.
Margaret Murray soutient que cette religion des temps anciens s’est perpétuée en Europe bien après que ce continent ait été officiellement christianisé ; ceci aurait d’ailleurs été largement démontré depuis, et cette thèse a été officialisée, notamment par Mircea Eliade dans son « Histoire des croyances et des idées religieuses ». Cependant, la prudence oblige à noter qu'en Europe occidentale, il n'existe aucun lien direct entre les personnages cornus paléolithiques (qu'il est abusif d'appeler systématiquement « dieux ») et les divinités cornues celtiques comme Cernunnos (sur lequel d'ailleurs on est réduit à faire des conjectures) : l'écart chronologique entre les deux est en effet de plusieurs millénaires.